# Râul Izvorul, Râșca
Râul Izvorul este un afluent al râul Râșca. 

## Hărți
- Harta județului Suceava